# Aleksandra Ewa Nowakowska
Aleksandra Ewa Nowakowska – polska ekonomistka, dr hab. nauk ekonomicznych, profesor uczelni i dyrektor Instytutu Gospodarki Przestrzennej Wydziału Ekonomicznego i Socjologicznego Uniwersytetu Łódzkiego.

## Życiorys
21 grudnia 1998 obroniła pracę doktorską Polityka i strategia rozwoju gminy w okresie transformacji systemowej (na przykładzie miejskich gmin województwa łódzkiego), 25 czerwca 2012 habilitowała się na podstawie pracy zatytułowanej Regionalny wymiar procesów innowacji. Jest zatrudniona na stanowisku profesora uczelni i dyrektora w Instytucie Gospodarki Przestrzennej na Wydziale Ekonomicznym i Socjologicznym Uniwersytetu Łódzkiego oraz członka prezydium Komitetu Przestrzennego Zagospodarowania Kraju Polskiej Akademii Nauk.
Była wykładowcą w Wyższej Szkole Humanistycznej i Ekonomicznej w Pabianicach.